# Закарпатська низовина

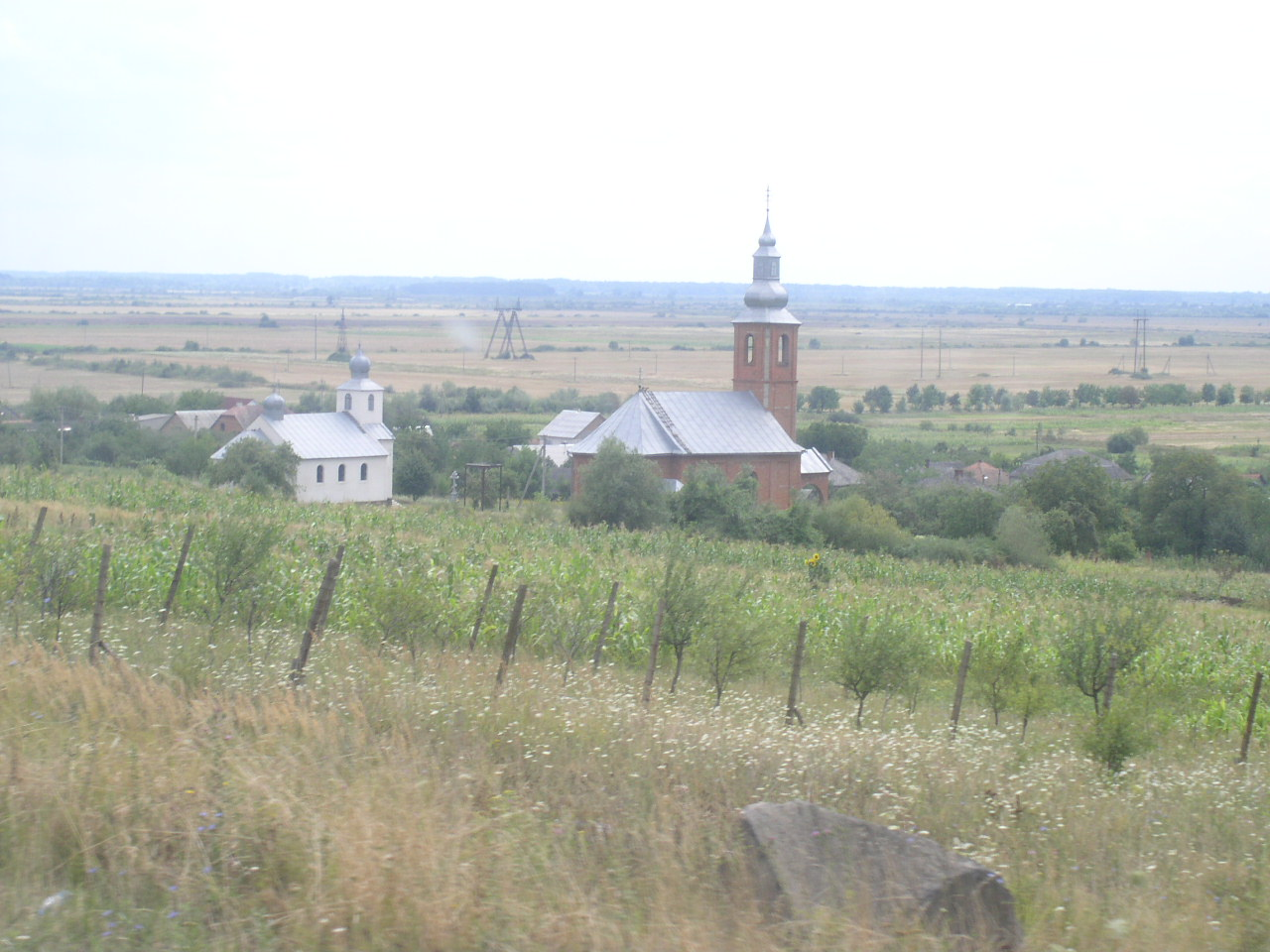
Закарпатська низовина

Закарпа́тська низовина́ (Притися́нська низовина) — північно-східна частина розлогої Середньодунайської низовини (в середній течії Дунаю) в Закарпатті (Україна).
З північного сходу обмежена Вулканічним хребтом. Розміри (80—90)х(22—35) км. Переважні висоти 102—120 м н.р.м. У межах Закарпатської низовини виділяється підвищене Берегівське горбогір'я. Рівнинний характер місцевості порушують пагорби вулканічного походження, максимальна висота яких сягає 400 м. Загалом поверхня плоска, східчаста, слабонахилена на південний захід. 
Низовиною протікають річки Тиса та її притоки: Уж, Латориця, Боржава та інші. Є водосховища, ставки, чимало меліоративних каналів.
Геологічно Закарпатська низовина складена здебільшого вулканічними породами та моласами, перекритими глинами, галечниками та лесами. 
Корисні копалини: каолін, алуніт, поліметалеві руди, будівельні матеріали, мінеральні води.
Клімат теплий і вологий, середня температура січня −3°С, липня +20°С. Поширені ландшафти низькотерасових слабодренованих рівнин з дерново-підзолистими, дерновими глейовими, лучними, лучно-болотними та болотними ґрунтами на алювії. Значні площі займають луки. Лісів мало — до 15 %. 
Більшу частину території займають сінокоси та пасовища (50 %). Багато садів і виноградників. Розвинуті зернове господарство, овочівництво, тваринництво. Сільськогосподарські землі становлять 396 200 га: рілля — 188 000 га, пасовища — 102 400 га, сіножаті — 73 400 га та ін. Долина густо заселена. Міста: Ужгород, Мукачеве, Берегове, Виноградів та інші.
Закарпатська низовина займає 20 % території Закарпаття (близько 2 000 км²).
Найнижча точка низовини — 101 м н.р.м. (село Руські Геївці Ужгородського району).
У межах Закарпатської низовини розташовані заказники Юлівська Гора, Чорна Гора, Великодобронський та інші природоохоронні території.